# Спориш Іван Дмитрович
Іва́н Дми́трович Спо́риш (нар. 8 липня 1959, Комаргород, Томашпільський район, Вінницька область) — український політик, народний депутат України.

## Життєпис
У 1988 р. закінчив Уманський сільськогосподарський інститут, спеціальність вчений-агроном.
- 1977–1979 — строкова служба у лавах Радянської армії.
- 1980–1982 — матрос Калінінградської бази тралового флоту м. Калінінград.
- 1982–1987 — інструктор по спорту, звільнений голова профкомітету, головний агроном колгоспу ім. Леніна, с. Липівка Томашпільського району.
- 1987–1988 — заступник голови, секретар парторганізації колгоспу ім. Шевченка, с. Кислицьке Томашпільського району.
- З 1988 — керівник приватного сільськогосподарського підприємства «Перемога», с. Високе Томашпільського району.

Депутат Вінницької обласної ради.
Указом Президента України № 336/2016 від 19 Серпня 2016 року нагороджений ювілейною медаллю «25 років незалежності України».

## Політична діяльність
21 вересня 2018 року, за версією незалежної аналітичної платформи VoxUkraine, за Індексом підтримки реформ, Іван Спориш увійшов в десятку найефективніших народних  депутатів восьмої сесії Верховної Ради України восьмого скликання,  які підтримували реформаторські закони.